# 何炌
何炌（1480年—？），字明世，湖廣武昌府江夏縣人，匠籍，明朝政治人物。

## 生平
湖廣鄉試第十四名舉人。正德六年（1511年）中式辛未科會試第二百三十三名，登第三甲第二百一十六名進士。

## 家族
曾祖何原善；祖父何容舟；父何大□。嫡母李氏；生母馬氏。慈侍下。